# Geografía de Bahamas
El archipiélago de las Bahamas, islas Bahamas, o, simplemente, las Bahamas, son un grupo de unas 30 islas habitadas, más de 600 deshabitadas y más de 2.000 atolones, cayos y escollos localizados en el oeste del océano Atlántico. Todo el grupo integra el país independiente de la Mancomunidad de las Bahamas.
La mayor de las islas es Andros, situada a unos 190 km al sureste de Florida. Las islas Bimini están al noroeste y al norte está la isla de Gran Bahama, donde está la segunda ciudad más grande del país, Freeport. La isla de Gran Ábaco es a su este. En el extremo sur está la isla de Gran Inagua, la segunda isla más grande del país. Otras islas importantes son Eleuthera, Cat Island, isla San Salvador, Acklins, isla de Crooked y Mayaguana. Nasáu es la capital y ciudad más grande, ubicado en Nueva Providencia. Las islas tienen un clima subtropical, moderado por la corriente del Golfo.
Las islas son proyecciones superficiales de los tres bancos oceánicos de Bahamas, el Little Bahama Bank, el Great Bahama Bank y el más occidental Placer de los Roques (Cay Sal Bank). El punto más alto está sólo setenta metros sobre el nivel del mar en Long Island; la isla de Nueva Providencia, donde se encuentra la ciudad capital de Nasáu, alcanza una elevación máxima de sólo treinta y siete metros. La tierra en las Bahamas tiene una base de coral fósiles, pero gran parte de la roca es caliza oolítica; la piedra procede de la desintegración de los arrecifes de coral y conchas marinas. El terreno es, principalmente, tanto rocoso como mangle pantanoso. Matorrales bajos cubren gran parte de la superficie. Pineyards se encuentran en cuatro de las islas del norte: Grand Bahama, Gran Ábaco, Nueva Providencia y Andros. En algunas de las islas del sur, florecen frondosas tropicales de crecimiento lento. Aunque con poco suelo, la tierra es muy fértil, aunque muy delgada. Sólo unos pocos lagos de agua dulce y un único río, situado en la isla de Andros, se encuentran en las Bahamas.

## Geografía
- Localización: océano Atlántico, cadena de islas en el océano Atlántico Norte, al sureste de Florida, al noreste de Cuba (22.5 km), y al noroeste de la Islas Turcas y Caicos.
- Coordenadas geográficas: 24°14′N 76°00′O / 24.233, -76.000
- Área:

- Total: 13 940 km² (como país, ocupa el lugar 168)

- Tierra: 10 070 km²
- Agua: 3 870 km²

- Estrechos internos: Canal Northwest Providence, Exuma Sound, canal de Santarem y paso de Caicos

- Comparativas de superficie:

- con Australia: 6 veces mayor que el Territorio de la Capital Australiana;
- con Canadá: un poco más de dos veces el tamaño de la isla del Príncipe Eduardo;
- con Polonia: ligeramente más pequeño que el voivodato de Santa Cruz;
- con el Reino Unido: ligeramente más pequeño que Irlanda del Norte;
- con los Estados Unidos: ligeramente más pequeño que el estado de Connecticut.

- Recursos naturales: sal, aragonito, madera, tierras de cultivo.
- Uso de la tierra (2005): tierra cultivable, 0,58%; cultivos permanentes, 0,29%; otros: 99,13%.
- Línea costera : 3 542 km
- Relieve: largo, formaciones coralinas llanas con algunas colinas bajas redondeadas
- Puntos más elevados:

- punto más bajo: océano Atlántico (0 m)

* punto más alto: monte Alvernia, en isla Cat (63 m)
- Tierras de regadío: 10 km² (2003)

### Islas
| Isla              | Superficie  |
| ----------------- | ----------- |
| Andros            | 5 957 km².. |
| Gran Ábaco        | 1 681 km²   |
| Gran Inagua       | 1 551 km²   |
| Gran Bahama       | 1 373 km²   |
| Long Island       | 596 km²     |
| Acklins           | 497 km²     |
| Eleuthera         | 484 km²     |
| Isla Cat          | 388 km²     |
| Exuma             | 290 km²     |
| Mayaguana         | 285 km²     |
| Isla de Crooked   | 241 km²     |
| Nueva Providencia | 207 km²     |
| San Salvador      | 163 km²     |

## Clima
| Precipitación |       |                         |                      |
| Rango         | (Mm)  | Tormenta                | Ubicación            |
| 01            | 747,5 | Huracán Noel (2007)     | Long Island          |
| 02            | 508,0 | Huracán Donna (1960)    | [ 2 ]                |
| 03            | 436,6 | Huracán Flora (1963)    | Ciudad Duncan        |
| 04            | 390,1 | Huracán Inez (1966)     | Aeropuerto de Nasáu  |
| 05            | 321,1 | Huracán Michelle (2001) | Nasáu                |
| 06            | 309,4 | Huracán Erin (1995)     | Iglesia Grove        |
| 07            | 279,4 | Huracán Isidore (1984)  | Nasáu                |
| 08            | 260,0 | Huracán Fay (2008)      | Freeport             |
| 09            | 236,7 | Huracán Floyd (1999)    | Little Harbor Abacos |
| 10            | 216,4 | Huracán Cleo (1964)     | West End             |

El clima del archipiélago es semitropical y tiene dos estaciones, verano e invierno. Durante el verano, que se extiende de mayo a noviembre, el clima está dominado por las masas tropicales de aire cálidas y húmedas, moviéndose hacia el norte a través del Caribe. Las temperaturas de verano oscilan entre 21 a 34 °C con una humedad relativa del 60% al 100%. En los meses de invierno, que se extiende de diciembre hasta abril, el clima se ve afectado por el movimiento de las masas polares frías de América del Norte. Las temperaturas durante los meses de invierno son de 15 a 24 °C.
Aunque nunca ha habido una helada en las Bahamas, la temperatura puede descender a 3 °C durante los golpes del Ártico que afectan a la cercana Florida. Hay constancia de que la nieve se ha mezclado con la lluvia en Freeport en enero de 1977, al mismo tiempo que nevó en el área de Miami. La temperatura era de unos 5 °C en ese momento.
Las precipitaciones medias anuales son de 1.320 milímetros y normalmente se concentran en los periodos mayo-junio y septiembre-octubre. Las precipitaciones, con frecuencia, son cortas, aunque a veces muy intensas acompañada de fuertes ráfagas de viento, que luego son seguidas de cielos despejados.
Los vientos son predominantemente del este durante todo el año, pero tienden a ser del nordeste, de octubre a abril, y del sureste, de mayo a septiembre. Estos vientos casi nunca exceda de 24 km/h, excepto durante la temporada de huracanes. Aunque oficialmente la temporada de huracanes dura desde junio hasta noviembre, la mayoría de los huracanes en las Bahamas se producen entre julio y octubre. Antes de una larga pausa en la actividad que terminó en la década de 1990, el último que golpeó fue el huracán David (1979), en septiembre de 1979. Los daños se estimaron en 1,8 millones de US$, y afectaron principalmente a los productos agrícolas. El huracán más intenso del siglo XX que paso por las Bahamas fue el Huracán de Florida (1929), en el que se registraron vientos de hasta 225 km/h. Muchas vidas se perdieron, y hubo grandes daños en edificios, casas y barcos.

## Medio ambiente
- Peligros naturales: huracanes y otras tormentas tropicales que ocasionan inundaciones y daños por el viento.
- Temas de actualidad: deterioro de los arrecifes de coral y eliminación de los desechos sólidos.
- Acuerdos internacionales sobre biodiversidad, cambio climático, protocolo de Kioto, desertificación, especies en peligro, residuos peligrosos, ley del Mar, protección de la capa de ozono, contaminación procedente de buques y humedales.

## Organización administrativa
Bahamas está subdividido en 21 distritos:
| - Acklins and Crooked Islands - Bimini - Cat Island - Exuma - Freeport - Fresh Creek - Governor's Harbour - Green Turtle Cay - Harbour Island - High Rock - Inagua | - Kemps Bay - Long Island - Marsh Harbour - Mayaguana - New Providence - Nichollstown and Berry Islands - Ragged Island - Rock Sound - Sandy Point - San Salvador and Rum Cay |